# بيز كورفير
بيز كورفير (بالإنجليزية: Piz Curvér)‏ هو أحد جبال سلسلة جبال الألب أوبيرهالبشتين ويقع في كانتون غراوبوندن في سويسرا. يحتل المرتبة رقم 214 في قائمة جبال سويسرا من حيث الارتفاع، إذ يبلغ ارتفاعه حوالي 2972 متر، بينما يبلغ ارتفاع نتوء الجبل 456 متر، هذا وقد سجل أول وصول لقمة الجبل عام 1843.